# Salmo 69
Il salmo 69 (68 secondo la numerazione greca) costituisce il sessantanovesimo capitolo del Libro dei salmi.